# 시저 도어

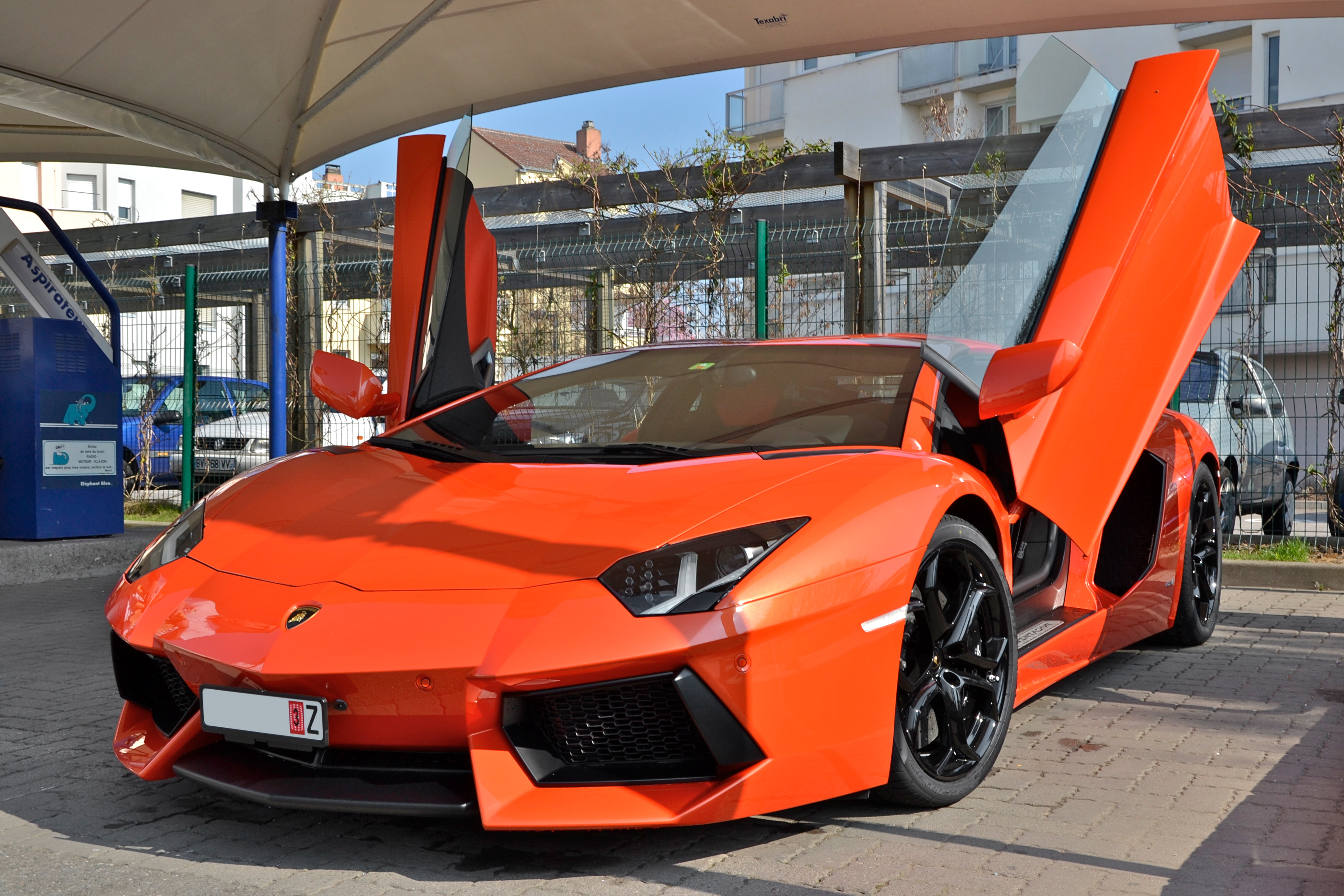
람보르기니 아벤타도르의 시저 도어

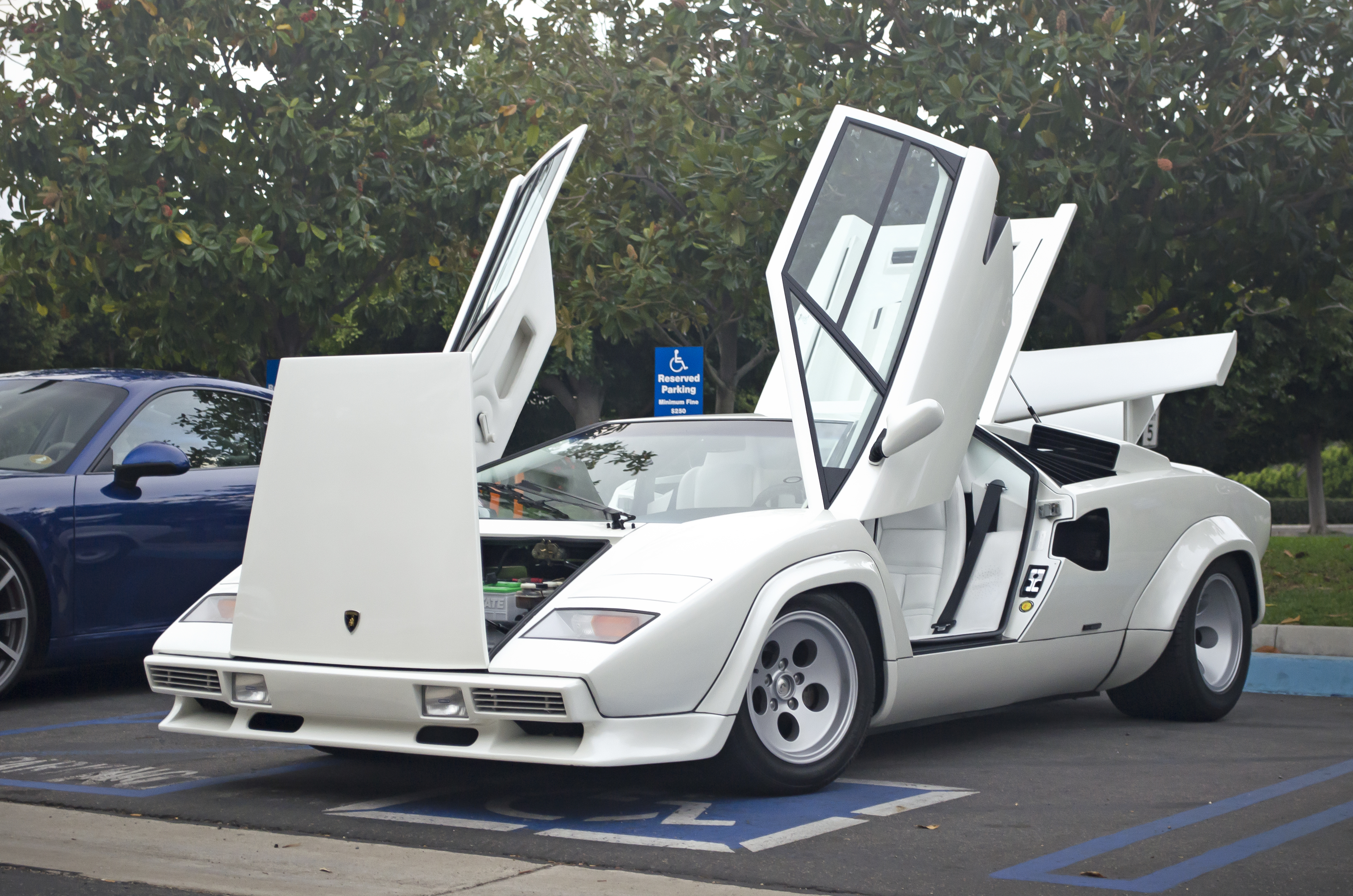
람보르기니 쿤타치

시저 도어(영어: Scissor doors) 또는 람보르기니 도어(영어: Lamborghini doors)는 문이 전방 회전 없이 옆으로만 회전해서 그대로 수직으로 올라가는 도어이다. 플랩 도어(flap doors), 윙 도어(wing doors), 비틀윙 도어(beetle-wing doors), 터틀 도어(turtle doors), 스위치블레이드 도어(switchblade doors), 스윙업 도어(swing-up doors) 등 다양한 이름으로 불리기도 한다.

## 역사

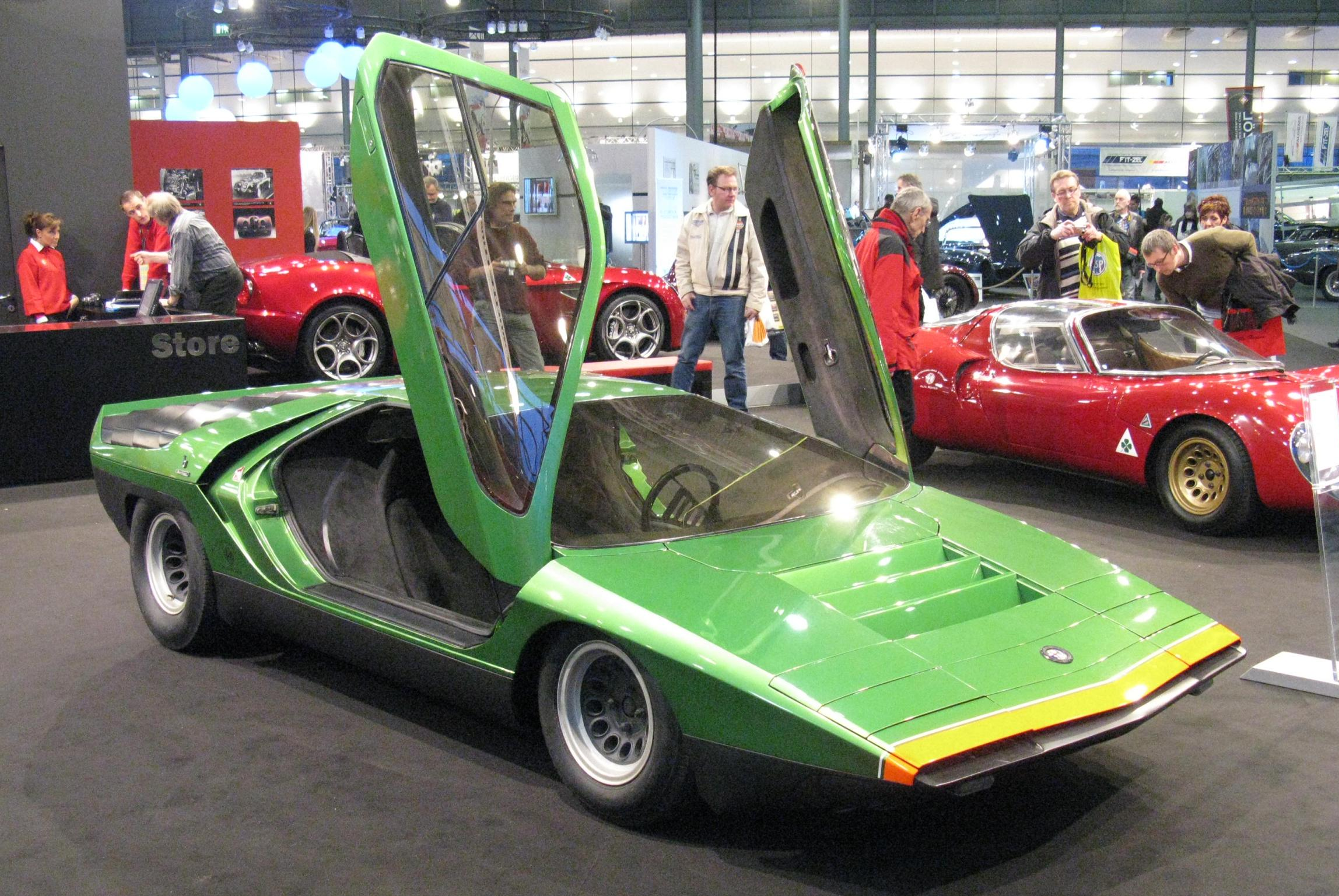
시저 도어가 처음으로 적용된 차량인 알파 로메오 카라보 컨셉트 카

시저 도어가 적용된 최초의 차량은 그루포 베르토네의 자동차 디자이너 마르첼로 간디니가 디자인한 1968년 알파 로메오 카라보 컨셉트 카이다. 녹색딱정벌레에서 영감을 받은 카라보는 딱정벌레의 겉날개를 연상시키는 시저 도어를 적용하여 1968년 파리 모터쇼에서 처음 선보였다. 또한 양산 차량 중 시저 도어가 최초로 적용된 차량은 역시 간디니가 디자인한 람보르기니 쿤타치이다.

## 장점
- 기존 도어가 장착된 차량에서는 어렵거나 불가능했던 방식으로 도어를 연 채 차량을 조작할 수 있는 가능성을 제공한다.
- 도어가 움직이는 동안 차량의 트랙 내에 머물기 때문에 좁은 공간에 주차할 때 유용하다. 걸윙 도어 스타일도 비슷한 유용성을 제공하지만, 도어가 차량 영역에서 약간 바깥쪽으로 스윙된다.
- 힌지가 기존 도어와 비슷한 위치에 배치되어 있어, 동일한 도어 스타일로 컨버터블 버전의 차량이 가능하다.[2]
- 자전거 이용자에게 도어링 위험을 줄인다.

## 단점
- 도어 힌지 제조 비용이 기존 도어보다 더 많이 들 수 있다.
- 이 도어는 걸윙 도어보다, 그리고 경우에 따라 기존 도어보다 접근/출입을 훨씬 더 방해한다.
- 도어 패널에는 일반적으로 수납 포켓에 뚜껑이 있거나 아예 수납 포켓이 없어야 문을 열 때 물건이 떨어지지 않는다.
- 주차장 천장 높이가 충분하지 않으면 문을 열 때 차량 문이 천장에 닿을 수 있다.
- 전복 사고 발생 시, 기존 도어보다 비상 탈출이 더 어렵거나 불가능할 수 있다.

## 적용 차종
람보르기니
- 람보르기니 쿤타치
- 람보르기니 디아블로
- 람보르기니 무르시엘라고
- 람보르기니 아벤타도르
- 람보르기니 베네노
- 람보르기니 센테나리오
- 람보르기니 시안

르노
- 르노 트위지

부가티
- 부가티 EB 110

코닉세그
- 코닉세그 CC8S
- 코닉세그 CCR
- 코닉세그 CCX
- 코닉세그 아제라
- 코닉세그 레제라
- 코닉세그 제스코

## 같이 보기
- 걸윙 도어
- 버터플라이 도어
- 자동차 문